# André Schmidt (patron de presse)
Pour les articles homonymes, voir André Schmidt et Schmidt.
André Schmidt est un patron de presse français.
Proche de la droite réformiste, il fut de presque tous les cabinets ministériels de François Mitterrand sous la IVe République et de tous ceux de Jacques Chaban-Delmas pendant les onze premières années de la Ve République. 
Il fut le beau-père de Philippe Guilhaume.